# Kroger St. Jude International 2001
Il Kroger St. Jude International 2001 è stato un torneo giocato sul cemento indoor del Racquet Club of Memphis a Memphis nel Tennessee. 
È stata la 100ª edizione del Torneo di Memphis, facente parte dell'ATP International Series Gold nell'ambito dell'ATP Tour 2001.

## Campioni

### Singolare maschile
Mark Philippoussis ha battuto in finale  Davide Sanguinetti con il punteggio di 6–3, 6(5)–7, 6–3.

### Doppio maschile
Bob Bryan /  Mike Bryan hanno battuto in finale  Alex O'Brien /  Jonathan Stark con il punteggio di 6–2, 6–2.